# Callobius klamath
Callobius klamath là một loài nhện trong họ Amaurobiidae.
Loài này thuộc chi Callobius. Callobius klamath được miêu tả năm 1972 bởi Leech.